# Naha
Naha (japonsky: 那覇市; Naha-ši) je hlavní město japonské prefektury Okinawa. Moderní město bylo založeno 20. května 1921. Ale již před tím to bylo nejdůležitější a nejlidnatější město v souostroví Rjúkjú. Od počátku 15. století až do roku 1879 bylo hlavním městem Království Rjúkjú.
Naha leží v jižní části ostrova Okinawa, největšího ostrova v souostroví Rjúkjú, na břehu Jihočínského moře.
Naha je politickým a ekonomickým centrem a centrem vzdělanosti prefektury Okinawa. V minulosti byla i náboženským centrem Rjúkjúské dynastie.
Na konci druhé světové války bylo skoro celé město srovnáno se zemí během tzv. bitvy o Okinawu.

## Rodáci
- Rjoko Takaraová (* 1990) – fotbalistka

## Partnerská města
- Ničinan, prefektura Mijazaki, Japonsko
- Kawasaki, prefektura Kanagawa, Japonsko

- Honolulu, USA
- São Vicente, Brazílie
- Fu-čou, Čína